# Pseudoefedrina
A pseudoefedrina é um fármaco simpaticomimético pertencente à classe das fenetilaminas e anfetaminas. É usada oficialmente como descongestionante nasal, normalmente em combinação com analgésicos ou anti-histamínicos, dependendo do caso a tratar.
Foi descrita pela primeira vez na literatura em 1889 através do extracto da planta Ephedra vulgaris, ou seja, tal como a conhecida efedrina, esta pode também ser encontrada na natureza.
Em Portugal é um medicamento não sujeito a receita médica, no entanto, a sua venda só é permitida em farmácias, não sendo possível adquirir o fármaco em parafarmácias como é costume em medicamentos desta classe.

## Indicações
A pseudoefedrina é utilizada acima de tudo como tratamento sintomático da congestão nasal e dos seios perinasais, em casos de gripe ou alergias.
Em Portugal é vendida apenas em conjunto com outros medicamentos e não de forma isolada, sendo as combinações dirigidas ao caso específico a tratar.
O seu uso deverá ser sempre de curta duração, sendo a consulta de um médico o ideal caso não haja melhorias após 3 dias do início da toma deste fármaco.

## Mecanismo de ação
A pseudoefedrina é um fármaco simpaticomimético com uma fraca atividade agonista direta nos receptores α e β adrenérgicos.
O seu principal mecanismo é de ação indireta no sistema receptor adrenérgico em que a pseudoefedrina desloca a norepinefrina de vesículas de armazenamento nos neurónios pré-sinápticos. A norepinefrina deslocada é libertada na sinapse neuronal, onde é livre para ativar os receptores α-adrenérgicos pós-sinápticos.
A estimulação dos receptores α1-adrenérgicos localizados nos vasos sanguíneos da mucosa nasal (vénulas pós-capilares) resulta em vasoconstrição, diminuição do volume de sangue e uma diminuição do volume da mucosa nasal (vasoconstrição nasal).
A constrição dos vasos sanguíneos permite que menos fluido entre no nariz, garganta e forros de sinusite, o que resulta em diminuição da inflamação das membranas nasais, bem como uma diminuição da produção de muco. Assim, por constrição dos vasos sanguíneos, sobretudo aqueles localizados nas passagens nasais, a pseudoefedrina provoca uma diminuição da congestão nasal.
A sua ação agonista nos receptores adrenérgicos, apesar de fraca, leva a um efeito estimulante. Este efeito está especialmente associado a doses maiores, e é uma substância proibida pela WADA a partir de uma concentração de 150mcg/mL na urina, em que passa a ser considerada como doping.

## Efeitos secundários
Os efeitos secundários reportados muito raramente incluem: reações alérgicas graves, alergias, ansiedade, sentimento de felicidade e bem-estar, dores de cabeça, hiperatividade psicomotora em crianças (nervosismo, inquietação, agitação), alteração da frequência ou ritmo cardíaco, palpitações, aumento da frequência cardíaca, dores na barriga, diarreia, vómitos, inchaço na pele, comichão, erupção cutânea, erupção cutânea com comichão, urticária, dificuldade em urinar, retenção da urina, agitação, aumento da tensão arterial, aumento dos níveis sanguíneos de certos enzimas do fígado (transaminases).

## Outros usos
Por pertencer à classe das anfetaminas, a pseudoefedrina é um precursor químico utilizado na química amadora para a síntese da metanfetamina e metcatinona – por exemplo, através da redução de bétula [en], que converte arenos em ciclohexadienos. É um precursor químico da metanfetamina.